# Beladona (quadrinhos)
Beladona é uma webcomic brasileira do gênero terror, criada por Ana Recalde (roteiro) e Denis Mello (arte), e que conta a história de Samantha, uma garota perseguida por espíritos que desejam seu mal. A webcomic começou a ser publicada online em 2011 no site Petisco, que também publica outras webcomics brasileiras. Em 2012, a história foi publicada na antologia Petisco Apresenta - Volume 1, publicada através de financiamento coletivo na  Plataforma Catarse.
Em 2014, foi publicada pela editora Avec um álbum de mesmo nome compilando todo o material publicado online, além de dois capítulos inéditos, tendo sido publicada por financiamento coletivo na Plataforma Catarse. Também em 2015, Beladona ganhou o Troféu HQ Mix de melhor web quadrinho.

## Adaptações
Teatro
Em 2015, Beladona foi adaptada para o teatro no formato de leitura dramática pelo Cena HQ, tendo sido apresentado pela primeira vez no Teatro da Caixa, em Curitiba, no dia 4 de novembro. A apresentação foi dirigida por Angela Stadler e contou com uma equipe técnica e artística formada exclusivamente por mulheres. Participaram também as atrizes Isadora Terra, Michelle Rodrigues, Talita Neves e Vida Santos. Esta adaptação ganhou o Troféu HQ Mix em 2016 na categoria melhor adaptação para outra linguagem.
RPG
Em 2017, a HQ inspirou o RPG de mesa Pesadelos Terríveis, escrito por  Jorge Valpaços do Lampião Game Studio e publicado pela AVEC.